# Jezzin
Jezzin  (in arabo جزين‎?, Ǧazzīn) è una città del Libano, di 4 293 abitanti, capoluogo del Distretto di Jezzin. Si trova nel sud del Libano a circa 73 km da Beirut.

## Amministrazione

### Gemellaggi
- Compiègne, dal 2019